# Raymond Boudon
Raymond Boudon (27 de enero de 1934-10 de abril de 2013) fue uno de los sociólogos franceses más relevantes de la segunda mitad del siglo veinte. Su propuesta teórica se encuadra en la orientación del individualismo metodológico, un planteamiento que considera que el orden social se produce por los efectos queridos y no queridos de la interacción entre individuos que se comportan de forma racional según sus intereses.

## Carrera
Su obra abordó diferentes temas, entre los que podemos destacar la sociología de la educación. Explica la desigualdad de oportunidades educativas debido a una serie de efectos. Por un lado, están los efectos primarios y los efectos secundarios. Los efectos primarios son todos aquellos que tienen que ver con el éxito educativo, pero que se producen antes de empezar la escolarización, como son la capacidad individual o el ambiente sociocultural de la familia en la que se cría la persona. Los efectos secundarios están relacionados con el análisis de costes y beneficios asociados a la decisión de estudiar. Cada vez que finaliza un nivel educativo, las familias y los estudiantes deciden si continuar o no en función de este análisis. Su idea es que los efectos primarios son más influyentes en los niveles educativos más bajos, mientras que en los niveles educativos más altos cuentan más los efectos secundarios. 
Además, tiene en cuenta el "efecto techo" y el "efecto suelo". El efecto techo hace referencia a que las personas de origen social alto no pueden subir más en la escala social, mientras que tienen el riesgo de descender de posición social. Mientras que el efecto suelo se refiere a que las personas de origen social bajo no pueden descender más, con lo cual no corren ese riesgo. Por ello, las personas de origen alto tienden a sobre invertir más en educación, para no perder su posición social. Su tesis ha sido profundamente desarrollada por John Goldthorpe, y en España también se han realizado investigaciones teniendo en cuenta sus argumentos.

## La sociología que realmente importa
Raymond Boudon expone en su artículo La sociología que realmente importa, que el crecimiento de la demanda de datos sociales como resultado de la racionalización de las políticas públicas en todos los sectores de la vida social y política ha generado gran presencia de trabajos sociológicos descriptivos, así como también el incremento de lo que el autor denomina sociología expresiva (obras sociológicas que expresaron de un modo original sentimientos que el público experimentaba en su vida cotidiana tales como: La muchedumbre solitaria de David Riesman) considerando este tipo de sociología más estética que científica.
Para Boudon (2004) este tipo de sociología a pesar de ser la más común no es la que permite considerar a la sociología como ciencia. Más bien es la sociología de tipo cognitivo (que practicaron los padres de la disciplina: Weber, Durkheim y Tocqueville), la que produce y sigue produciendo teorías construidas de la misma forma que las ciencias naturales y que permite el acumulamiento de la disciplina.
Propone cuatro grandes tipos ideales de sociología: 
- tipo cognitivo o científico,
- tipo estético o expresivo,
- tipo descriptivo o de consultoría,
- tipo crítico y comprometido.

## Libros
- Boudon, R. (1978). Educación e igualdad. Política, igualdad social y educación. MEC. Madrid, MEC.
- Boudon, R. (1980). Efectos perversos y orden social. México, Premiá.
- Boudon, R. (1981). The Logic of Relative Frustration. Rational Choice. J. Elster, New York University Press.
- Boudon, R. (1983). La desigualdad de oportunidades. Barcelona, Laia.
- Boudon, R. (1983). La lógica de lo social. Madrid, Rialp.
- Boudon, R. (1984). La place du désordre. Paris, PUF.
- Boudon, R. (1990). The Analysis of Ideology. Cambridge, Polity Press.
- Boudon, R. (1994). The art of Self-Persuasion. Cambridge, Polity Press.
- Boudon, R. (1997). "Pourquoi devenir sociologue?" Revue Française de Science Politique: 42-79.
- Boudon, R. (1998). Social Mechanisms without Black Box. Social Mechanism. An Analytical Approach to Social Theory. P. Hedström and R. Sweldberg. Cambridge, Cambridge University Press.
- Boudon, R. (1999). "Local vs. General Ideologies: A Normal Ingredient of Modern Political Life." Journal of Political Ideologies 4(2): 141-163.
- Boudon, R. (2001). The origin of values: essays in the sociology and philosophy of beliefs. New Brunswick (NJ), Transaction Publishers.
- Boudon, R. (2003). "Beyond Rational Choice Theory." Annual Review of Sociology 29: 1-21.
- Boudon, R. (2003). Raison, bonnes raisons. Paris, Presses Univesritaries de France.
- Boudon, R. (2003). "Social Science and the two relativisms." Compartive Sociology 2(3): 423-440.
- Boudon, R. (2003). "The Social Sciences and the Two Types of relativism." Comparative Sociology 2(3): 423-440.
- Boudon, R. (2004). Pourquoi les intellectuales n'aiment pas le libéralisme? París, Odile Jacob.